# Казальф'юманезе
Казальфьюманезе (італ. Casalfiumanese) — муніципалітет в Італії, у регіоні Емілія-Романья,  метрополійне місто Болонья.
Казальфьюманезе розташоване на відстані близько 280 км на північ від Рима, 32 км на південний схід від Болоньї.
Населення — 3448 осіб (2014).

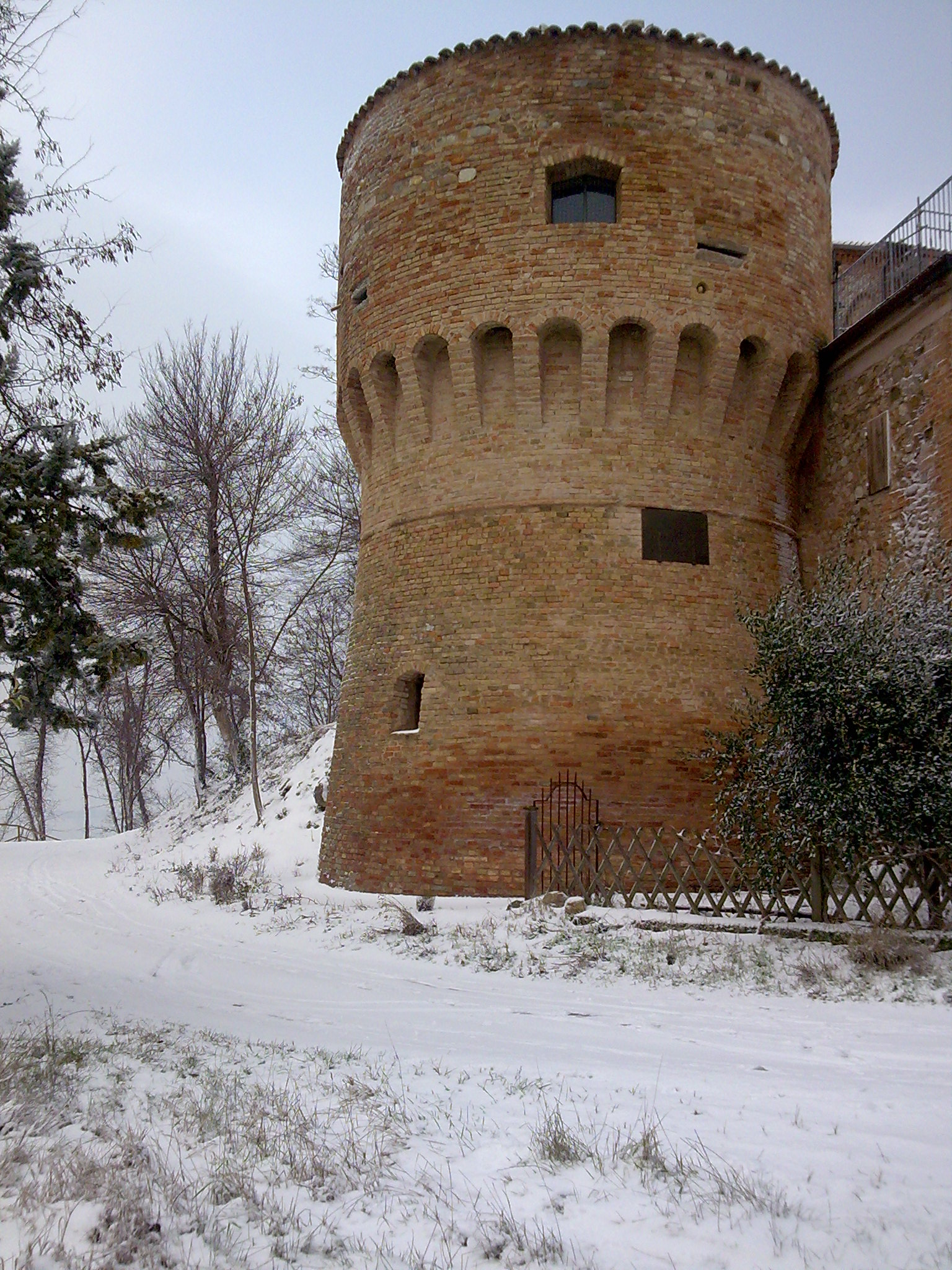

Щорічний фестиваль відбувається 12 березня. Покровитель — San Gregorio Magno.

## Демографія
Населення за роками:

Станом на 1 січня 2023 року в муніципалітеті офіційно проживало 419 іноземців з 39 країн, серед них 131 громадянин країн Євросоюзу та 18 громадян України.

## Сусідні муніципалітети
- Борго-Тоссіньяно
- Кастель-дель-Ріо
- Кастель-Сан-П'єтро-Терме
- Доцца
- Фонтанеліче
- Імола
- Монтеренціо